# Cecilia Bååth-Holmberg
Cecilia Ulrika Laura Lovisa Bååth-Holmberg, född 1 mars 1857 i Malmö, död 30 juli 1920 i Stockholm, var en svensk författare verksam vid Tärna folkhögskola utanför Sala. Hon skrev bland annat den svenska översättningen till den danska psalmen Härlig är jorden.

## Biografi
Föräldrarna var kyrkoherden i Hammarlöv Lorentz Andreas Bååth och Alfhilda Lundblad. Mormodern Cecilia Tegman var dotter till Pehr Tegman och Johan Fredrik af Lundblad moderns farbror.
Hon hade tre syskon: Hilding Laurentius, Albert Ulrik och Gustaf Henrik Teodor. Hon fick sin utbildning på en flickpension och gifte sig 1877 med folkhögskolerektorn på Tärna folkhögskola Teodor Holmberg. De hade inga barn.
Bååth-Holmberg debuterade i bokform 1886 med Sydskånska teckningar och gav därefter ut en stor mängd skrifter, främst populärvetenskap. År 1891 publicerade hon en biografi om Karl XV, Carl XV som enskild man, konung och konstnär. Den karaktäriseras emellertid som "panegyrisk" i både Svenskt biografiskt handlexikon  och Nordisk familjebok.
Bååth-Holmberg deltog vid sin mans sida i folkbildningens och folkuppfostrans tjänst. När en kvinnlig avdelning inrättades 1881 vid Tärna folkhögskola, blev hon dess föreståndare. 1907 skapade hon på eget initiativ en husmodersskola och deltog i Tärna-skolans utveckling till en mönsteranstalt och en medelpunkt för folkbildningen i Västmanland. Makarnas stora sociala och fosterländska intresse fick dem att 1909 instifta Svenska riksförbundet för sedlig kultur i vars skriftserie hon bland annat 1911 utgav Förädlade folknöjen. Under flera år redigerade hon även julboken Småhemmens kalender.
1919 föreslog hon att Sverige skulle fira "mors dag" enligt amerikansk förebild och följande år gav hon ut ett litet häfte kallat ”Mors dag” med ett antal instruktioner för hur dagen kunde firas.
Hon avled 1920 och ligger begravd på Solna kyrkogård.
Signatur: C. Hrg, C. H—rg, L. B.

### Skönlitteratur
- Sydskånska teckningar. Stockholm: F. & G. Beijers Bokf-aktb. 1886. Libris 20204344. http://hdl.handle.net/2077/52083
- I häfdernas hall : verklighetssagor för de unga. Borgå: Fahlcrantz & Co. 1900. Libris 10805007 Fulltext: Göteborgs universitetsbibliotek, Projekt Runeberg.
- Skogsboda gård. Stockholm: Norstedt. 1902. Libris 2017418
- Spillror och andra berättelser. Stockholm: Fahlcrantz & Co. 1894. Libris 22072017. https://litteraturbanken.se/f%C3%B6rfattare/B%C3%A5%C3%A5th-HolmbergC/titlar/Spillror/sida/6/faksimil/?om-boken
- Landsbygdsinteriörer. Upsala. 1895. Libris 22126195. http://hdl.handle.net/2077/54715
- När seklet var ungt : berättelse från det gamla Lund D. 1. Stockholm: Fahlcrantz & Co. 1897. Libris fprcbjsgcv7q34d2. http://hdl.handle.net/2077/57930
- När seklet var ungt : berättelse från det gamla Lund D. 2. Stockholm: Fahlcrantz & Co. 1897. Libris 6gj410pq4k4pmbbd. http://hdl.handle.net/2077/57929
- Pepita och andra berättelser. Stockholm: Fahlcrantz & Co. 1899. Libris x780sdzwvfprcfjz. http://hdl.handle.net/2077/60681

### Psalmer
- Härlig är jorden (1986 nr 297) översättning av Bernhard Severin Ingemanns psalm till svenska 1884.

### Varia
- Björnstjerne Björnson som författare, politiker och personlighet : ett utkast. Stockholm: Bonnier. 1885. Libris 1532020
- "Frihetens sångar-ätt" i Sverige på 1840-talet : Gustaf Lorenz Sommelius, Johan Nyblom, C. W. A. Strandberg, Wilhelm v. Braun, O. P. Sturzen-Becker : literaturhistoriska studier. Stockholm: Bonnier. 1889. Libris 1623402. https://runeberg.org/cbhfsis/
- Karl XV som enskild man, konung och konstnär. Stockholm: Fahlcrantz. 1890. Libris 2584608. https://runeberg.org/carlxv/
- Giuseppe Garibaldi. Stockholm: Fahlcrantz. 1892. Libris 1621784. https://runeberg.org/garibald/
- Kampen för och emot negerslafveriet : ett blad ur Förenta staternas historia. Stockholm: Fahlcrantz. 1896. Libris 1555078. https://runeberg.org/cbhkfoen/
- En svensk storman : en bild från Karl Johans dagar. Kulturbiblioteket, 99-3079463-8 ; [2]. Stockholm: Hugo Geber. 1901. Libris 1526946. https://runeberg.org/svstorman/
- Tärna folkhögskola : dess yttre och inre historia 1876-1901 : en fästskrift. Stockholm. 1901. Libris 886506 - Medförfattare Teodor Holmberg.
- Nytt nationalvärn : En vädjan till svenska folkets representanter i riksdag och kulturlif.. Västerås. 1904. Libris 2584617 - Medförfattare Teodor Holmberg.
- Västmanland : intryck och bilder. Stockholm: Ljus. 1904. Libris 1726232
- Wilhelm von Schwerin. Stockholm. 1904. Libris 1526468
- Schiller : en lefnadsteckning. Stockholm. 1905. Libris 761362
- Vid högsommartid i Neckardalen. Nordiska öresbiblioteket, 99-2033276-3 ; 5. Stockholm: Ljus. 1905. Libris 1729228
- Låtom oss lefva för barnen. Nordiska öresbiblioteket, 99-2033276-3 ; 1906:12. Stockholm. 1906. Libris 1940745
- En nationalhelgedom : [Körnermuseet i Dresden] : med 6 bilder. Stockholm. 1906. Libris 2985878
- Skaldedrömmar och skaldepolitik : Emil von Qvanten och hans tid. Svenskt folkbibliotek ; 2:2. Stockholm: Norstedt. 1906. Libris 1613243
- Social pånyttfödelse. Nordiska öresbiblioteket, 99-2033276-3 ; 1906:4. Stockholm: Ljus. 1906. Libris 1940716
- Far och son [Christian Gottfried & Theodo Körner : Ett hems historia.]. Stockholm. 1907. Libris 2584601. https://runeberg.org/faroson/
- Om de solida kropparnas elasticitet. [1]-6. Lund: H. Ohlssons. 1909. Libris 1612425
- Morfars bok : minnen och bilder från Tegnérska tiden. Stockholm: Skoglund. 1910. Libris 1391878
- Förädlande folknöjen : 118 program för uppläsningsaftnar på land och i stad. Skriftserie / utg. av Svenska riksförbundet för sedlig kultur, 99-1838814-5 ; 5. Stockholm: [Förb.]. 1911. Libris 1639617
- Förräderiets spel i kampen om Finland. Svenskt Folkbibliotek. Ser. 2. [Tidsbilder ur svenska och allmänna historien samt kyrkohistorien.] ; 5. Stockholm: Norstedt. 1912. Libris 1633299
- Tyrolarnes frihetsstrid : ett litet folks kamp för frihet och fosterland. Svenskt Folkbibliotek ; 6. Stockholm: Norstedt. 1912. Libris 1633300
- Äro goda och billiga folknöjen obehöfliga i Sverige?. Sala: Ågren & Holmbergs. 1912. Libris 1632085
- Charles G. Gordon : en livsbild ([Ny uppl.]). Uppsala: Lindblad. 1913. Libris 1632082
- Frans Suell, den store Malmöborgaren : en kulturskildring. Stockholm. 1913. Libris 2584602
- Sol och sommar : teckningar och intryck från Mellaneuropa. Uppsala: Lindblad. 1913. Libris 1167781
- Hemma i Sverige : minnen och bilder. Uppsala: Lindblad. 1914. Libris 1228940
- Ett förgätet folks återuppvaknande. Stockholm. 1915. Libris 2584604
- Människor av eld och tro. Uppsala: Lindblad. 1915. Libris 1632084
- Från gammal tid och ny. Uppsala: Lindblad. 1916. Libris 1650342
- I biskop Absalons stad. Stockholm. 1917. Libris 2584606
- I heta striders land : skånska bilder och minnen. Uppsala: Lindblad. 1917. Libris 1650343
- Orter och människor. Uppsala: Lindblad. 1918. Libris 1650346
- Vid slott och sund : intryck och livsbilder. Uppsala: Lindblad. 1919. Libris 1650348
- Från drottningens ö : [Öland] : bilder och stämningar. Uppsala: Lindblad. 1920. Libris 1650341
- Garibaldi e la Svezia. Biblioteca di storia patria ; 1. Siracusa: Lombardi. 2010. Libris 12292931. ISBN 9788872602324 - Sammanställt av Angelo Tajani, Enzo Papa.

### Redaktörskap
- 400 sånger. Uppsala: Lundequistska bokh. 1886-1887. Libris 2231248 - Tillsammans med Teodor Holmberg.
- Folkets tidskrift. Sala. 1886-1887. Libris 2058031 - Tillsammans med Teodor Holmberg.
- Nordiska öresbiblioteket. Stockholm. 1904-1906. Libris 1940646
- Småhemmens kalender. Stockholm: Norstedt. 1904-1909. Libris 2562010
- Hauswolff, Adelaide von (1912). En svensk flickas dagbok under krigsfångenskap i Ryssland 1808-1809. Göteborg: Åhlén & Åkerlund. Libris 10229746. https://runeberg.org/svfldagb/ -  Jämte inledning af Cecilia Bååth-Holmberg.